# 1835 en droit
Cet article présente les faits marquants de l'année 1835 en droit.

## Événements
- La reine Ranavalona publie un édit limitant strictement les activités des étrangers à Madagascar et interdisant la pratique du christianisme aux Malgaches.
- Dans l’État de New York, vingt-cinq membres du syndicat des ouvriers tailleurs sont déclarés coupable de « conspiration contre la liberté de commerce, d’émeute et de menaces suivie de passage à l’acte ». Vingt-sept mille personnes se rassemblent devant le City Hall de New York pour dénoncer cette décision de justice et élire un comité de correspondance. Ce dernier organise trois mois plus tard une convention réunissant à Utica des délégués élu des manœuvres, des métayers et des ouvriers de l’État. Elle déclare son indépendance vis-à-vis des partis politiques et annonce la naissance du parti de l’Egalité des droits.
- France : Loi sur les chemins de fer.
- Empire russe : nouveau statut des Juifs : redéfinition de la zone de résidence dans 15 provinces de l’ouest et du sud.
- Empire russe : début de règlementation des rapports entre patrons et ouvriers.
- Empire russe : nouveau statut des universités : suppression de fait de l’autonomie universitaire.

### Janvier
- Empire russe : promulgation du Recueil complet des lois russes, réalisé par Speranski qui remplace l’Oulojénié du tsar Alexis (1649).

### Février
- 26 février, France : ordonnance de Guizot instituant les inspecteurs de l'école primaire.

### Juillet
- 4 juillet : nouvelle expulsion des jésuites d'Espagne.

### Septembre
- France : lois répressives contre l'opposition républicaine.
- 9 septembre : réforme des municipalités au Royaume-Uni, qui permet à la classe moyenne de participer au gouvernement des villes.

## Décès
- 19 septembre : Charles Bonaventure Marie Toullier, jurisconsulte français, professeur de droit français à l'université de Rennes (° 21 janvier 1752).